# Revista de Occidente
Revista de Occidente ist eine spanische kulturelle und wissenschaftliche Publikation, die seit 1923 von der José-Ortega-y-Gasset-Stiftung (Fundación José Ortega y Gasset-Gregorio Marañón) in Madrid unter der ISSN 0034-8635 herausgegeben wird.
José Ortega y Gasset gründete das Magazin 1923 und leitete die Redaktion bis zu seinem Tode 1955. Die Reichweite der Revista de Occidente ist sowohl Europa als auch Lateinamerika. Seit der Gründung erschienen elf Ausgaben pro Jahr, mit einer entsprechenden Doppelausgabe für Juli und August. Die Revista de Occidente ist Mitglied im Verband der Kulturzeitschriften, der Asociación de Revistas Culturales de España (kurz: ARCE). Die Redaktion unter der Leitung von José Varela Ortega besteht heute aus rund fünfzehn hauptamtlichen Redakteuren. Der Verlag ist im Besitz der Journalistenfamilie Ortega. Die Auflage liegt bei rund 104.000 Exemplaren pro Jahr.